# Wylągi (Koziegłowy)
Wylągi – część miasta Koziegłowy, w Polsce położona w województwie śląskim, w powiecie myszkowskim, w gminie Koziegłowy. Do 1949 samodzielna miejscowość, posiadająca w latach 1947–49 własną gromadzką administrację.
Wylągi stanowią rzadko zaludnioną, fizycznie odizolowaną i zarazem najdalej na północny zachód wysuniętą cześć Koziegłów, rozpościerającą się wzdłuż ulicy o tej samej nazwie. Wylągi łączy z centrum Koziegłów niezabudowana droga o długości prawie 4 km, stanowiąca przedłużenie ul. Wylągi.
Do końca 1946 roku Wylągi należały do Rosochacza. 1 stycznia 1947 z zachodniej części gromady Rosochacz w gminie Koziegłowy (powiat zawierciański, woj. śląskie) utworzono nową gromadę Wylągi, składającej się z samej kolonii Wylągi.
Gromadę Wylągi zniesiono 1 stycznia 1950 w związku z nadaniem gminie Koziegłowy statusu miasta, przez co Wylągi stały się obszarem miejskim i zarazem integralną częścią Koziegłów.